# Varnost
Varnost je stanje, ko smo zavarovani oz. obvarovani pred nevarnostjo ali izgubo. 

## Psihična varnost
Trije elementi psihične varnosti:
1. »ovire«, ki zadržujejo in omejujejo napadalca;
2. alarmi, varnostne luči, varnostniki, kamere, ki omogočajo, da bodo napadalci opaženi in prepoznavni
3. varnostni ukrep; ujamejo napadalca, ko zaznajo napad

V dobro organiziranem sistemu se ti trije elementi med seboj povezujejo. Obstajajo štirje nivoji psihične varnosti: 
1. pregledno okolje
2. elektronska kontrola
3. zaznavanje vsiljivcev
4. video nadzor

## Varnost na letališčih
Poleg tehničnih varnosti, je na letališčih preskrbljeno tudi za varnost proti terorizmu in drugim oblikam kriminala.
Vsak dan se ogromna množica ljudi giblje po letališčih.  Za teroriste ali druge ljudi, ki želijo izvajati kriminal, je ravno zato to idealna lokacija – ogromno ljudi na relativno majhni lokaciji. Zelo velika letališča so tarča teroristov, saj zlahka pride do ugrabitve letal in drugih oblik groženj ljudem.
Prva oblika varovanj na letališčih je, da poskušajo preprečiti kakršenkoli vstop ljudem z orožjem, bombami ali drugimi topimi predmeti. Če jim to uspe, potem za veliko verjetnost zmanjšajo možnost napadov. 
Torej, varnost na letališčih ima dva cilja:
1. preprečiti možnost napadov in kriminala na letališču
2. zaščititi letalsko posadko pred možnostjo napada.

Avtoriteta na letališčih
Večina držav ima zagotovljeno enotno varnost na letališčih, kar pa ne velja za Veliko Britanijo. Oni imajo zagotovljeno varnost na lokalni in državni ravno posebej.  Imajo lahko različno osebje:
- policijo, ki je najeta da skrbi za varnost na letališču
- 'pomožno postajo' policije, ki je locirana na letališču
- Člani lokalne policijske postaje, ki služijo kot nekakšna obhodna straža
- člani državne vojske
- državna letališka zaščita
- policijski psi, ki so trenirani za iskanje drog, eksploziva in drugih substanc

Kadar letališče potrebuje katerega od naštetih, ti priskočijo na pomoč.
Postopek in oprema
Mnogo nesreč se je v preteklosti zgodilo, ker so potniki lahko prenesli na letalo orožje, ki jim je omogočilo, da so lahko ugrabili letalo. Vsak potnik mora, preden gre na letalo, skozi detektor kovin. S tem osebje preveri ali posameznik skriva pri sebi sumljive predmete, ki bi znali predstavljati nevarnost na letalu. Naprave, ki omogočajo rentgenske preglede še bolj pospešijo ta proces pregledovanja potnikov. 
Potniki morajo iti tudi skozi tako imenovano varovano območje, kjer imajo potem izhod do letala. Za varnost so poskrbeli tudi tako, da ni možno uporabljati steklenih kozarcev in krožnikov, ampak morajo biti ti iz plastike, saj kot taki ne morejo služiti morebitnemu napadalcu kot orožje.
Večina potnikov, ki se vkrcajo na letalo ima po navadi nekoga, ki jih pospremi do letališča in se od njih poslovi. Včasih je bilo omogočeno, da so ti lahko pospremili svoje domače ali prijatelje, vse do vrat. To je danes prepovedano zaradi varnosti drugih potnikov, saj se nikoli ne ve kdaj bi znal kdo izkoristiti položaj za napad. Nihče, ki ni potnik, ne sme vstopiti v varovano območje. Izjeme veljajo le kadar je treba pospremiti otroke ali pa starejše ljudi do vrat ali pa kadar se v varovanem območju odvijajo kakšni poslovni sestanki. V Ameriki imajo pravilo, da mora biti tak sestanek najavljen vsaj 24 ur prej.
V nekaterih državah pa imajo zaposlene posameznike, ki so posebej izobraženi da preko pogovora in komuniciranja z drugimi potniki, poskušajo odkriti morebitne grožnje. Včasih sama tehnologija ni dovolj. 
V Združenih državah Amerike so na večjih letališčih delali preizkuse in raziskovali koliko bomb odkrijejo. V letu 2002 so poročali da so detektorji spregledali okoli 60% ponarejenih bomb oz.sestavnih delov za bombe. Leta 2007 je številka narasla na 75%. Test je bil opravljen tako da so poslali na letališča agente pod krinko, ki so imeli pri sebi ponarejene bombe in šteli koliko jih je prišlo čez carino. Tisti, ki padejo na izpitu, so takoj poslani na ponovno usposabljanje.
Povsod po svetu, so na veliko letališčih uvedli podoben program. Zagovorniki se pritožujejo, da bi bili varnostni pregled bolj učinkovit, če bi pregledali ljudi, ki se nam zdijo sumljivi, ne pa da se izgublja čas na vsakem potniku. 

## Varnost na internetu
Varnost na internetu pridobiva na svojem pomenu, saj nepridipravi dnevno ustvarjajo nove prijeme za ogrožanje osebnih podatkov in premoženja posameznika. Med najpogostejše nevarnosti na internetu štejemo viruse,  phishing ali ribarjenje gesel, vohunske programe in trojanske konje. Za varnost na internetu je v največji meri odgovoren uporabnik sam. Da uporabnik ne bi postal tarča napada na spletu, se mora zaščititi z antivirusnim programom, požarnim zidom in redno posodabljati programsko opremo. Pomembno je tudi, da uporabnik interneta kritično presoja informacije in ne zaupa slepo vsakemu sporočilu, ki ga prejme od neznanega vira.

## Okoljska varnost
Okoljska varnost pomeni zagotovilo, da določen predmet, dejanje ali področje ne predstavlja nevarnosti za okolje. Izraz se uporablja predvsem pri oznaki ozemelj, ki so bila testirana in dokazana kot biotsko neoporečna, na primer za kemične industrije, ki ne predstavljajo nevarnosti za človeka in naravo, ali za pristanišča in zatoke, ki so bili mehansko prečiščeni in zaščiteni. V teh primerih pravimo, da so okoljsko varni.